# Zgromadzenie Legislacyjne Nowej Szkocji
Zgromadzenie Legislacyjne Nowej Szkocji (ang. Legislative Assembly of Nova Scotia) – organ ustawodawczy Nowej Szkocji. Składa się współcześnie z 52 deputowanych (Members of Legislative Assembly, w skrócie MLA). Deputowani wybierani są w 52 jednomandatowych okręgach.
| Kadencja | Data wyborów         | Reprezentowane partie polityczne | Liczba deputowanych (MLA) |
| -------- | -------------------- | --- | ------------------------- |
| 1        | 18 września 1867     | Partia Antykonfederacyjna Nowej Szkocji – 36 Konserwatywna Partia Nowej Szkocji – 2                                                                      | 38                        |
| 2        | 16 maja 1874         | Liberalna Partia Nowej Szkocji – 24 Konserwatywna Partia Nowej Szkocji – 14                                                                              | 38                        |
| 3        | 17 grudnia 1871      | Liberalna Partia Nowej Szkocji – 22 Konserwatywna Partia Nowej Szkocji – 12 Niezależni – 4                                                               | 38                        |
| 4        | 17 września 1878     | Konserwatywna Partia Nowej Szkocji – 31 Liberalna Partia Nowej Szkocji – 7                                                                               | 38                        |
| 5        | 27 lutego 1883       | Liberalna Partia Nowej Szkocji – 24 Konserwatywna Partia Nowej Szkocji – 14                                                                              | 38                        |
| 6        | 8 czerwca 1886       | Liberalna Partia Nowej Szkocji – 28 Liberalno-Konserwatywna Partia Nowej Szkocji – 8 Konserwatywna Partia Nowej Szkocji – 2                              | 38                        |
| 7        | 14 maja 1890         | Liberalna Partia Nowej Szkocji – 29 Liberalno-Konserwatywna Partia Nowej Szkocji – 8 Konserwatywna Partia Nowej Szkocji – 1                              | 38                        |
| 8        | 8 marca 1894         | Liberalna Partia Nowej Szkocji – 25 Liberalno-Konserwatywna Partia Nowej Szkocji – 12 Konserwatywna Partia Nowej Szkocji – 1                             | 38                        |
| 9        | 1 maja 1898          | Liberalna Partia Nowej Szkocji – 34 Liberalno-Konserwatywna Partia Nowej Szkocji – 3 Niezależni – 1                                                      | 38                        |
| 10       | 2 października 1901  | Liberalna Partia Nowej Szkocji – 36 Liberalno-Konserwatywna Partia Nowej Szkocji – 2                                                                     | 38                        |
| 11       | 22 czerwca 1906      | Liberalna Partia Nowej Szkocji – 31 Liberalno-Konserwatywna Partia Nowej Szkocji – 6 Niezależni – 1                                                      | 38                        |
| 12       | 14 czerwca 1911      | Liberalna Partia Nowej Szkocji – 27 Liberalno-Konserwatywna Partia Nowej Szkocji – 11                                                                    | 38                        |
| 13       | 20 czerwca 1916      | Liberalna Partia Nowej Szkocji – 31 Liberalno-Konserwatywna Partia Nowej Szkocji – 12                                                                    | 43                        |
| 14       | 29 czerwca 1920      | Liberalna Partia Nowej Szkocji – 29 United Farmers of Nova Scotia – 7 Niezależna Partia Pracy – 4 Liberalno-Konserwatywna Partia Nowej Szkocji – 4       | 43                        |
| 15       | 20 października 1925 | Konserwatywna Partia Nowej Szkocji – 40 Liberalna Partia Nowej Szkocji – 3                                                                               | 43                        |
| 16       | 1 października 1928  | Liberalno-Konserwatywna Partia Nowej Szkocji – 23 Liberalna Partia Nowej Szkocji – 17 Konserwatywna Partia Nowej Szkocji – 1 Niezależna Partia Pracy – 1 | 43                        |
| 17       | 22 sierpnia 1933     | Liberalno-Konserwatywna Partia Nowej Szkocji – 22 Konserwatywna Partia Nowej Szkocji – 8                                                                 | 30                        |
| 18       | 20 czerwca 1937      | Liberalno-Konserwatywna Partia Nowej Szkocji – 25 Konserwatywna Partia Nowej Szkocji – 5                                                                 | 30                        |
| 19       | 28 października 1941 | Liberalno-Konserwatywna Partia Nowej Szkocji – 24 Konserwatywna Partia Nowej Szkocji – 3 CCF – 3                                                         | 30                        |
| 20       | 23 października 1945 | Liberalno-Konserwatywna Partia Nowej Szkocji – 28 CCF – 2                                                                                                | 30                        |
| 21       | 9 czerwca 1949       | Liberalno-Konserwatywna Partia Nowej Szkocji – 27 Konserwatywna Partia Nowej Szkocji – 8 CCF – 2                                                         | 37                        |
| 22       | 28 maja 1953         | Liberalno-Konserwatywna Partia Nowej Szkocji – 22 Konserwatywna Partia Nowej Szkocji – 13 CCF – 2                                                        | 37                        |
| 23       | 30 października 1956 | Progresywno-Konserwatywna Nowej Szkocji – 24 Liberalna Partia Nowej Szkocji – 18 CCF – 1                                                                 | 43                        |
| 24       | 7 czerwca 1960       | Progresywno-Konserwatywna Nowej Szkocji – 27 Liberalna Partia Nowej Szkocji – 15 CCF – 2                                                                 | 43                        |
| 25       | 25 października 1963 | Progresywno-Konserwatywna Nowej Szkocji – 39 Liberalna Partia Nowej Szkocji – 4                                                                          | 43                        |
| 26       | 30 maja 1967         | Progresywno-Konserwatywna Nowej Szkocji – 40 Liberalna Partia Nowej Szkocji – 6                                                                          | 46                        |
| 27       | 13 października 1970 | Liberalna Partia Nowej Szkocji – 23 Progresywno-Konserwatywna Nowej Szkocji – 21 Nowa Demokratyczna Partia Kanady – 2                                    | 46                        |
| 28       | 2 kwietnia 1974      | Liberalna Partia Nowej Szkocji – 31 Progresywno-Konserwatywna Nowej Szkocji – 17 Nowa Demokratyczna Partia Kanady – 4                                    | 46                        |
| 29       | 19 września 1978     | Progresywno-Konserwatywna Nowej Szkocji – 31 Liberalna Partia Nowej Szkocji – 17 Nowa Demokratyczna Partia Kanady – 4                                    | 52                        |
| 30       | 6 października 1981  | Progresywno-Konserwatywna Nowej Szkocji – 37 Liberalna Partia Nowej Szkocji – 13 Nowa Demokratyczna Partia Kanady – 1 Niezależni – 1                     | 52                        |
| 31       | 6 listopada 1984     | Progresywno-Konserwatywna Nowej Szkocji – 42 Liberalna Partia Nowej Szkocji – 6 Nowa Demokratyczna Partia Kanady -3 Niezależni – 1                       | 52                        |
| 32       | 6 września 1988      | Progresywno-Konserwatywna Nowej Szkocji – 28 Liberalna Partia Nowej Szkocji – 21 Nowa Demokratyczna Partia Kanady -3 Niezależni – 1                      | 52                        |
| 33       | 25 maja 1993         | Liberalna Partia Nowej Szkocji – 40 Progresywno-Konserwatywna Nowej Szkocji – 9 Nowa Demokratyczna Partia Kanady – 3                                     | 52                        |
| 34       | 24 marca 1998        | Liberalna Partia Nowej Szkocji – 19 Nowa Demokratyczna Partia Kanady – 19 Progresywno-Konserwatywna Nowej Szkocji – 14                                   | 52                        |
| 35       | 27 czerwca 1999      | Progresywno-Konserwatywna Nowej Szkocji – 29 Nowa Demokratyczna Partia Kanady -12 Liberalna Partia Nowej Szkocji – 11                                    | 52                        |
| 36       | 10 sierpnia 2003     | Progresywno-Konserwatywna Nowej Szkocji – 25 Nowa Demokratyczna Partia Kanady -15 Liberalna Partia Nowej Szkocji – 12                                    | 52                        |
| 37       | 13 czerwca 2006      | Progresywno-Konserwatywna Nowej Szkocji – 21 Nowa Demokratyczna Partia Kanady – 20 Liberalna Partia Nowej Szkocji – 9 Niezależni – 1                     | 52                        |
| 38       | 9 czerwca 2009       | Nowa Demokratyczna Partia Kanady – 31 Liberalna Partia Nowej Szkocji – 11 Progresywno-Konserwatywna Nowej Szkocji – 10                                   | 52                        |
| 39       | 8 października 2013  | Progresywno-Konserwatywna Nowej Szkocji – 33 Nowa Demokratyczna Partia Kanady – 11 Liberalna Partia Nowej Szkocji – 7                                    | 52                        |
| 40       | 30 maja 2017         | Liberalna Partia Nowej Szkocji – 27 Progresywno-Konserwatywna Nowej Szkocji – 17 Nowa Demokratyczna Partia Kanady – 7                                    | 51                        |